# Catalina Pimiento
Catalina Pimiento Hernández (Bogotá, 1983) is een Colombiaans zoöloge en gespecialiseerd in de uitgestorven haaiensoort megalodon.

## Studie
Haar interesse voor mariene biologie ontstond toen Pimiento op 15-jarige leeftijd een abonnement op het tijdschrift National Geographic van haar vader kreeg met op de voorpagina van de eerste editie die ze ontving een afbeelding van een witte haai. Pimiento studeerde van 2001 tot 2006 Biologie aan de Pontificia Universidad Javeriana in Bogotá. In 2004 verrichtte ze een studie naar walvishaaien bij Isla Contoy in Mexico. Na haar Bachelor of Science werkte Pimiento in Panama, eerst bij het Naos Marine Laboratory met onderzoeken naar de migratie van walvishaaien bij de Pareleilanden en vervolgens als onderzoeker bij het Center voor Archeology & Paleoecology. In 2008 ging ze studeren aan de University of Florida in Gainesville, waar Pimiento in 2010 haar Master of Science in de zoölogie behaalde. Ze promoveerde aan deze universiteit in 2015 met een PhD in Biologie.

## Werkterrein
Vanaf 2005 was Pimiento betrokken bij het Smithsonian Tropical Research Institute in Panama-stad. Ze verrichtte met de  University of Florida diverse studies naar fossiele vondsten van kraakbeenvissen en Carachocles megalodon in het bijzonder in afzettingen uit het Mioceen in het bekken van het Panamakanaal, zoals de Chagres-formatie en de Culebra-kloof. Daarnaast was Pimiento betrokken bij een studie naar zeezoogdieren uit het Mioceen van Panama. Sinds september 2015 is Pimiento werkzaam als postdoctoraal onderzoeker bij het Paläontologisches Institut und Museum van de Universität Zürich, waar ze zich richt op het uitsterven van de mariene megafauna in het Plioceen. Later ging zij haar werkzaamheden aan deze universiteit combineren met onderzoek aan de Swansea University. Pimiento werkte ook enige tijd als onderzoeker bij het Naturkundemuseum in Berlijn, waar ze zich bezig hield met de evolutie van reusgroei in haaien en hun verwanten. Pimiento leidt de Pimiento Research Group, een onderzoeksgroep die streeft naar een meer kennis over de processen die een rol spelen bij het uitsterven van zeedieren, in het bijzonderheid haaien.
Pimiento geldt als een van de belangrijkste autoriteiten in het onderzoek van de megalodon. Studies waaraan ze deelnam, leverden onder meer informatie op over kweekplaatsen en lichaamsproporties van deze haaiensoort.